# Cynorta juncta
Cynorta juncta is een hooiwagen uit de familie Cosmetidae.